# Bacus malalt
Bacus malalt és un dels primers quadres de Caravaggio, pintat probablement per al seu mestre Giuseppe Cesari. Es conserva a la Galeria Borghese de Roma.

## Anàlisi
Caravaggio era jove quan feu aquesta obra, que representa el déu Bacus-Dionís. Ací apareix representat com un jove musculós i atractiu, però de pell groguenca i de llavis esblaimats.
Podria ser un autoretrat de Caravaggio a l'hospital, on fou internat per les ferides rebudes per la coça d'un cavall. Alguns crítics, però, consideren que el pintor estigué internat per la malària. Ací es disfressa del personatge que retrata, com després ho faria Rembrandt. El model està assegut amb el rostre girat a l'espectador.
L'obra fou confiscada el 1607, i el papa Pau V la donà al seu nebot Scipione Borghese.
Aquesta representació de Bacus s'allunya de les pintures tradicionals. És una pintura realista que preludia l'art del s. XIX. Destaca el mestratge amb què es tracta la natura morta.